# 小行星3350
小行星3350（英語：3350 Scobee）是一颗围绕太阳公转的小行星。1980年8月8日，愛德華·鮑威爾在可可尼诺县发现了此天体。为纪念挑战者号航天飞机灾难，该小行星以挑战者号航天飞机STS-51-L任务的指令长迪克·斯科比命名，而小行星3351、小行星3352、小行星3353、小行星3354、小行星3355、小行星3356也是为了同样的目的以该事故的其他死难者的名字命名。
这颗小行星的绝对星等为330.9389894266071等。